# Болховитинов, Алексей Иосифович
Алексей Иосифович Болховитинов (11 или 17 марта 1867 Харьковская губерния — 1943 Крагуевац) — генерал-лейтенант Российской императорской армии. Участник русско-японской и Первой мировой войн, кавалер ордена Святого Георгия 4-й степени и обладатель Золотого оружия «За храбрость».

## Биография
Образование получил в Петровском Полтавском кадетском корпусе. Окончил Павловское военное училище в 1887 г. 8 мая 1916 г. назначен командиром 19-й артиллерийской бригады, 27 февраля 1917 г. - исполняющим должность инспектора артиллерии 16-го армейского корпуса. После Октябрьской революции служил в Белой армии. Затем эмигрировал в Югославию, где покончил жизнь самоубийством.

## Награды
Алексей Болховитинов был удостоен следующих наград:
- Орден Святого Георгия 4-й степени (9 сентября 1915);
- Золотое оружие «За храбрость» (20 марта 1907);
- Орден Святого Владимира 3-й степени с мечами (19 ноября 1914);
- Орден Святого Владимира 4-й степени с мечами и бантом (1905);
- Орден Святой Анны 2-й степени с мечами (1905);
- Орден Святой Анны 3-й степени (дата награждения орденом неизвестна); мечи и бант к ордену (2 августа 1916);
- Орден Святого Станислава 2-й степени с мечами (1904);
- Медаль «В память 300-летия царствования дома Романовых»;
- Медаль «В память царствования императора Александра III»;
- Медаль «В память 200-летия Полтавской битвы»;
- Медаль «В память русско-японской войны»;
- Знак в память 50-летнего юбилея нахождения Его Императорского Высочества Великого Князя Михаила Николаевича в должности Генерал-Фельдцейхмейстера;
- Высочайшее благоволение (22 декабря 1915).